# Сім пригод Синдбада
«Сім пригод Синдбада» — кінофільм 2010 року.

## Зміст
Своєрідне авторське переосмислення героїчного епосу про відомого мореплавця і шукача пригод Синдбада. На частку героя випаде сім смертельно небезпечних випробувань, які він просто змушений пройти. Ще б пак, адже на кону доля всіх його близьких і цілого світу!

## Ролі
| Актор                | Роль |
| -------------------- | ---- |
| Патрік Малдун        | -    |
| Сара Десаж           | -    |
| Бо Свенсон           | -    |
| Келлі О'Лірі         | -    |
| Ділан Джонс          | -    |
| Берн Веласкез        | -    |
| Пітер Грейтхаус      | -    |
| Кліффорд Гарбатт     | -    |
| Гаутам Сабнані       | -    |
| Гораціо Луїс Герерро | -    |

## Знімальна група
- Режисер — Бен Хайфліка, Адам Сільвер
- Сценарист — Бен Хайфліка, Адам Сільвер
- Продюсер — Девід Майкл Летт, Пол Бейлс, Ентоні Фанхаузер
- Композитор — Кріс Ріденауа